# Kamigōri
Kamigōri (上郡町 Kamigōri-chō) es un pueblo localizado en la prefectura de Hyōgo, Japón. Tiene una población estimada, a inicios de 2022, de 14 313 habitantes.
Su extensión total es de 150,26 km².